# Johnson Col
Der Johnson Col ist ein Gebirgspass im westantarktischen Ellsworthland. In den Sullivan Heights der Sentinel Range im Ellsworthgebirge liegt er 3 km westsüdwestlich des Mount Farrell.
Der United States Geological Survey kartierte ihn anhand eigener Vermessungen und Luftaufnahmen der United States Navy aus den Jahren von 1957 bis 1959. Das Advisory Committee on Antarctic Names benannte ihn 1961 nach Earl Frank Johnson (1934–2010), Installateur auf der Amundsen-Scott-Südpolstation im Jahr 1957.